# The Last Hard Men
The Last Hard Men var en amerikansk heavy metal-supergrupp bestående av Skid Rows sångare Sebastian Bach, The Frogs gitarrist Jimmy Flemion, The Breeders gitarrist/sångare Kelley Deal samt The Smashing Pumpkins trummis Jimmy Chamberlin.
Bandet grundades 1997 och släppte endast ett studioalbum, självbetitlade The Last Hard Men, producerad av Sebastian Bach. Första utgåvan gavs ut under 1998 och var begränsad till 1000 exemplar. Den släpptes dock som nyutgåva 2001.

## Medlemmar
Ordinarie medlemmar
- Sebastian Bach – sång, sologitarr, theremin, bakgrundssång
- Jimmy Flemion – sång, gitarr, basgitarr, piano
- Kelley Deal – sång, basgitarr, gitarr
- Jimmy Chamberlin – trummor

Bidragande musiker (studio)
- Todd Johnson – trummor

## Diskografi
Album
- 1998 & 2001 – The Last Hard Men